# Tunnel (série télévisée, 2017)
Ne doit pas être confondu avec Tunnel (film).
Pour les articles homonymes, voir Tunnel (homonymie) et Le Tunnel.
Tunnel (hangeul : 터널 ; RR : Teoneol) est une série télévisée de policier fantastique sud-coréenne en 16 épisodes d’entre 60 et 70 minutes, créée par Choi Jin-hee en compagnie du studio Dragon et diffusée entre le 25 mars 2017 et 21 mai 2017 sur le réseau OCN. Elle s’inspire du tueur en série sud-coréen Lee Choon-jae (en), déjà servi pour le film Memories of Murder (살인의 추억) de Bong Joon-ho en 2003.
Elle est également diffusée dans le monde depuis le 1er octobre 2019 sur le réseau Netflix.

## Synopsis
En 1986, l’inspecteur Park Gwang-ho (Choi Jin-hyuk) et son équipe tentent de découvrir l’identité d'un tueur en série qui sème la terreur dans la ville. Seul, en pleine nuit, Park Gwang-ho, découvre par hasard le soi-disant tueur dans un tunnel et se met à sa poursuite. Mais le suspect s'est embusqué et le frappe violemment à la tête avec une pierre ramassée au sol. L’inspecteur s’évanouit. Un moment plus tard, il se réveille avec une lourde migraine et sort du tunnel pour gagner son bureau. Entre temps, il manque se faire écraser par une voiture dont le chauffeur est effrayé et ensanglanté. Ce dernier fuit, une autre voiture le suivant à vive allure. L’inspecteur, ahuri par les événements et abruti par la migraine, continue à marcher. Arrivé à son bureau, il ne trouve personne, mais son bureau est occupé par un autre homme.
Petit à petit, il découvre les choses anormales autour de lui : les lieux ont changé et il ne reconnaît plus personne. Il remarque avec stupeur un dossier mentionnant la date 2016, trente ans plus tard!

## Distribution
Sauf indication contraire ou complémentaire, les informations mentionnées dans cette section peuvent être confirmées par la base de données Hancinema

### Acteurs principaux
- Choi Jin-hyuk : Park Gwang-ho
- Yoon Hyun-min : Kim Seon-jae
  - Kim Seul-woo : Kim Seon-jae, enfant
- Lee Yoo-young : Shin Jae-yi
  - Kim Se-hee : Park Yeon-ho (le nom de Shin Jae-yi dans son enfance)
  - Lee Da-kyung : Shin Jae-yi, adolescente
- Jo Hee-bong : Jeon Sung-sik
  - Kim Dong-young : Jeon Sung-sik, jeune
- Kim Byung-chul : Kwak Tae-hee
- Kang Ki-young : Song Min-ha

### Acteurs secondaires
- Lee Si-a : Shin Yeon-sook, la femme de Park Gwang-ho en 1986
- Kim Min-sang : Mok Jin-woo
  - Choi Seung-hun : Mok Jin-woo, enfant
  - Noh Tae-yeop : Mok Jin-woo, adolescent
- Yang Joo-ho : le journaliste Oh Ji-hoon
- N : Park Gwang-ho
- Nam Moon-cheol : le chef Oh
- Moon Sook : Hong Hye-won
- Yoo Ji-soo : Lee Nan-young, la belle-mère de Kim Seon-jae

## Production

### Musique
| 1.   | Circle of Life (세상은 다시)         | JK Kim Dong-wook | 3:59 |
| 2.   | Circle of Life (세상은 다시) (Inst.) |                  | 3:59 |
| 7:58 |                                      |                  |      |

### Fiche technique
- Titre original : 터널
- Titre international : Tunnel
- Création : Choi Jin-hee, en compagnie du studio Dragon
- Réalisation : Shin Yong-hwi
- Scénario : Lee Eun-mi
- Photographie : Choi Sung-ho et Yoo Hyuk-joon
- Montage : Yoo Sung-yeop
- Musique : Kim Joon-seok
- Production : Kim Sung-min et Park Ji-young

Production déléguée : Choi Kyung-sook et Kim Jin-yi
- Société de production : The Unicorn
- Sociétés de distribution : OCN (Corée du Sud) ; Netflix (monde)
- Pays d’origine :  Corée du Sud
- Langue originale : coréen
- Format : couleur - Dolby Digital - HD 1080i
- Genres : policier fantastique, science-fiction
- Saison : 1
- Épisodes : 16
- Durée : 60–70 minutes
- Dates de diffusion :
  - Corée du Sud : 25 mars 2017 sur OCN
  - Monde : 1er octobre 2019 sur Netflix